# Niebezpieczne związki (film 1988)
Niebezpieczne związki (oryg. Dangerous Liaisons) – melodramat z 1988 w reżyserii Stephena Frearsa. Stanowi ekranizację powieści Niebezpieczne związki, którą w 1782 opublikował Pierre Choderlos de Laclos, przy czym scenariusz został oparty nie tyle na samej książce, co na jej wersji scenicznej, wystawionej po raz pierwszy w 1985 roku. Autorem obu adaptacji – teatralnej i filmowej – był Christopher Hampton.

## Obsada
- Glenn Close jako Marquise Isabelle de Merteuil
- John Malkovich jako Vicomte Sébastien de Valmont
- Michelle Pfeiffer jako madame Marie de Tourvel
- Swoosie Kurtz jako madame de Volanges
- Keanu Reeves jako chevalier Raphael Danceny
- Mildred Natwick jako madame de Rosemonde
- Uma Thurman jako Cécile de Volanges
- Peter Capaldi jako Azolan
- Joe Sheridan jako Georges
- Valerie Gogan jako Julie
- Christian Erickson jako Bailiff
- François Montagut jako Belleroche

## Nagrody
- Oscar:
  - najlepszy scenariusz adaptowany - Christopher Hampton
  - najlepsza scenografia - Stuart Craig, Gérard James
  - najlepsze kostiumy - James Acheson
  - najlepszy film (nominacja)
  - najlepsza aktorka pierwszoplanowa - Glenn Close (nominacja)
  - najlepsza aktorka drugoplanowa - Michelle Pfeiffer (nominacja)
  - najlepsza muzyka filmowa - George Fenton (nominacja)
- BAFTA:
  - najlepsza aktorka drugoplanowa - Michelle Pfeiffer
  - najlepszy scenariusz adaptowany - Christopher Hampton
- Cezar:
  - najlepszy film zagraniczny - Stephen Frears
- Amerykańska Gildia Scenarzystów (WGA):
  - najlepszy scenariusz adaptowany - Christopher Hampton